# Picumnus nebulosus
El carpinterito uruguayo (Picumnus nebulosus), también denominado carpinterito ocráceo (en Argentina y Paraguay), carpinterito enano (en Uruguay) o carpinterito pardo (en Argentina), es una especie de ave piciforme, perteneciente al numeroso género Picumnus, subfamilia Picumninae, integrado en la familia Picidae. Es nativo de América del Sur.

## Distribución yhábitat
Se distribuye por el sur de Brasil (desde Paraná hacia el sur hasta Río Grande do Sul), marginalmente en el noreste de Argentina (este de Corrientes), y Uruguay (excepto oeste y suroeste). También en el este de Paraguay.
Habita en bosques peremnes y bosque mixtos de Araucaria angustifolia con sotobosque denso (a menudo en áreas de bambuzales, aunque no depende directamente de este microhábitat), bordes de bosques y de galería. Hasta los 1100 m s. n. m. de altitud.